# Region Junín
Region Junin – jeden z 25 regionów w Peru. Stolicą jest miasto Huancayo. Region położony jest w środkowej części Peru.

## Podział administracyjny regionu
Region Junin podzielony jest na dziewięć prowincji, które obejmują 123 dystrykty.
| Prowincja   | Stolica prowincji | Liczba dystryktów | UBIGEO |
| ----------- | ----------------- | ----------------- | ------ |
| Huancayo    | Huancayo          | 28                | 1201   |
| Concepción  | Concepción        | 15                | 1202   |
| Chanchamayo | La Merced         | 6                 | 1203   |
| Jauja       | Jauja             | 34                | 1204   |
| Junín       | Junín             | 4                 | 1205   |
| Satipo      | Satipo            | 8                 | 1206   |
| Tarma       | Tarma             | 9                 | 1207   |
| Yauli       | La Oroya          | 10                | 1208   |
| Chupaca     | Chupaca           | 9                 | 1209   |